# Aplocera perelegans
Aplocera perelegans là một loài bướm đêm trong họ Geometridae.